# Pierrefitte-Nestalas
Pierrefitte-Nestalas település Franciaországban, Hautes-Pyrénées megyében. Lakosainak száma 1101 fő (2022. január 1.). Pierrefitte-Nestalas Adast, Beaucens, Saint-Savin, Soulom, Uz és Villelongue községekkel határos.

## Népesség
A település népességének változása:
| Lakosok száma | 1195 | 1171 | 1181 | 1139 | 1128 | 1126 | 1119 | 1111 | 1101 |
|               | 2013 | 2015 | 2016 | 2017 | 2018 | 2019 | 2020 | 2021 | 2022 |